# Kevin Speed
Kevin Speed ist eine private französische Eisenbahngesellschaft im Personenfernverkehr, die ab 2028 unter dem Markennamen ilisto Hochgeschwindigkeitsverkehre mit einer Niedrigpreisstrategie betreiben will. Die geplanten Verbindungen sollen Paris mit Lille, Straßburg und Lyon verbinden, mit Haltestellen an allen TGV-Zwischenbahnhöfen, mit einem ganztägig getakteten Angebot.

## Hintergrund
Im Oktober 2022 kündigte das Start-Up seine Absicht an, beim französischen Eisenbahninfrastrukturbetreiber SNCF Réseau für 30 Jahre Streckennutzungsrechte zu beantragen, wobei deren Laufzeit der Lebensdauer des zu erwerbenden Rollmaterials entsprechen soll. Das Unternehmen schätzte, dass es jährlich 1 Milliarde Euro an Gleiszugangsentgelten zahlen werde. Das Unternehmen gab auch Einzelheiten zu einer Absichtserklärung mit dem Hersteller Alstom bekannt, die es über den Erwerb von rollendem Material für seine Dienstleistungen unterzeichnet hat.
Im Februar 2024 unterzeichnete Kevin Speed mit SNCF Réseau einen Vertrag über stündliche Trassen auf den Hochgeschwindigkeitsstrecken Südost (nach Lyon), Ost (nach Straßburg) und Nord (nach Lille). Testfahrten sollten im Jahr 2026 beginnen, bevor der kommerzielle Betrieb im Jahr 2028 erfolgen soll.
Kevin Speed zielt darauf ab, günstige Fahrten für Pendler anzubieten, die täglich von und zu französischen Großstädten reisen, wobei das Angebot für kleinere regionale Zwischenziele gedacht ist. Der Marktauftritt soll unter de Marke ilisto erfolgen. Um niedrige Preise anbieten zu können, plant das Unternehmen eine hohe Sitzplatzdichte sowie kurze Züge mit einer höheren Frequenz anzubieten: Zunächst sechs Hin- und Rückfahrten pro Tag, mit kurzen Wenden an den Endbahnhöfen und zwei Hin- und Rückfahrten pro Triebfahrzeugführer. Es soll keine Sitzplatzreservierungen geben: Die Tarife würden über eine App gebucht und je nach Nachfrage schwanken (Prinzip des Yield Managements). Die Fahrkarten außerhalb der Hauptverkehrszeiten würden auf den Verbindungen Paris–Lille und Paris–Straßburg bei 3 € pro 100 km und auf der Relation Paris–Lyon bei 5 € pro 100 km beginnen (aufgrund der höheren Nachfrage nach Trassen auf dieser Strecke). Seit 2023 berechnet der staatliche Konkurrent SNCF Voyageurs auf diesen Strecken durchschnittlich 16 € pro 100 km für einen klassischen TGV in der 2. Klasse.
Über Fortschritte bei der angepeilten Finanzierung von bis zu EUR 1,2 Mrd. war im Sommer 2025 noch nichts bekannt.